# Cal Tià
Cal Tià és una masia a tocar de Santa Maria de Lluçà (Lluçanès) catalogada a l'Inventari del Patrimoni Arquitectònic de Catalunya. Edifici de petites proporcions amb planta baixa, pis i golfes. És de planta rectangular quasi quadrada i coberta amb teulada a dues vessants amb desaigua a les façanes laterals. La casa està bastida sobre la roca. A la façana principal hi ha un portal rectangular de pedra treballada i un rellotge de sol. En una renovació que es va fer a finals del segle xx, es va substituir la llinda del portal per una de ciment pòrtland. Al costat hi ha un cobert fet de totxana i a l'esquerra una pallissa.